# Бо Далас
Тайлор Майкъл Ротунда (на английски: Taylor Michael Rotunda), известен като Бо Далас (на английски: Bo Dallas), е професионален американски кечист, най-дългия шампион на NXT. Негов по-голям брат е кечистът Брей Уаят, който също се бие в WWE

## В кеча
Завършващи движения
- Бо-дог

Сигнатири
- Cravate
- Dropkick
- Inverted DDT

## Титли и постижения
- Florida Championship Wrestling – FCW Heavyweight Championship (3 пъти)
- FCW Florida Tag Team Championship (2 пъти) – с Duke Rotundo/Хъски Харис
- WWE NXT – NXT Championship (1 time)